# Andorinhão
Apodidae é uma família de aves apodiformes, constituída pelas 92 espécies conhecidas de andorinhões, taperaçus, taperás, guilros e rabos-espinhosos, classificadas em 19 géneros. Apesar das semelhanças morfológicas e no nome vulgar, os andorinhões não são próximos das andorinhas, que pertencem à família Hirundinidae (Passeriformes). A semelhança superficial deve-se a um fenómeno de evolução convergente para o nicho ecológico que ambos os grupos ocupam.
O grupo tem uma distribuição geográfica cosmopolita, sendo encontrado em todos os continentes, exceto Antártida, e em todas as regiões climatéricas, desde a zona paleártica à zona neotropical. Os andorinhões podem ser encontrados em habitats tão diversos como oásis em desertos, florestas, estepes, zonas agrícolas, desde o nível do mar aos 4000 metros de altitude. A condição que determina a sua presença ou não, é a abundância de grandes quantidades dos insetos voadores que constituem a base da sua alimentação. 

## Características gerais

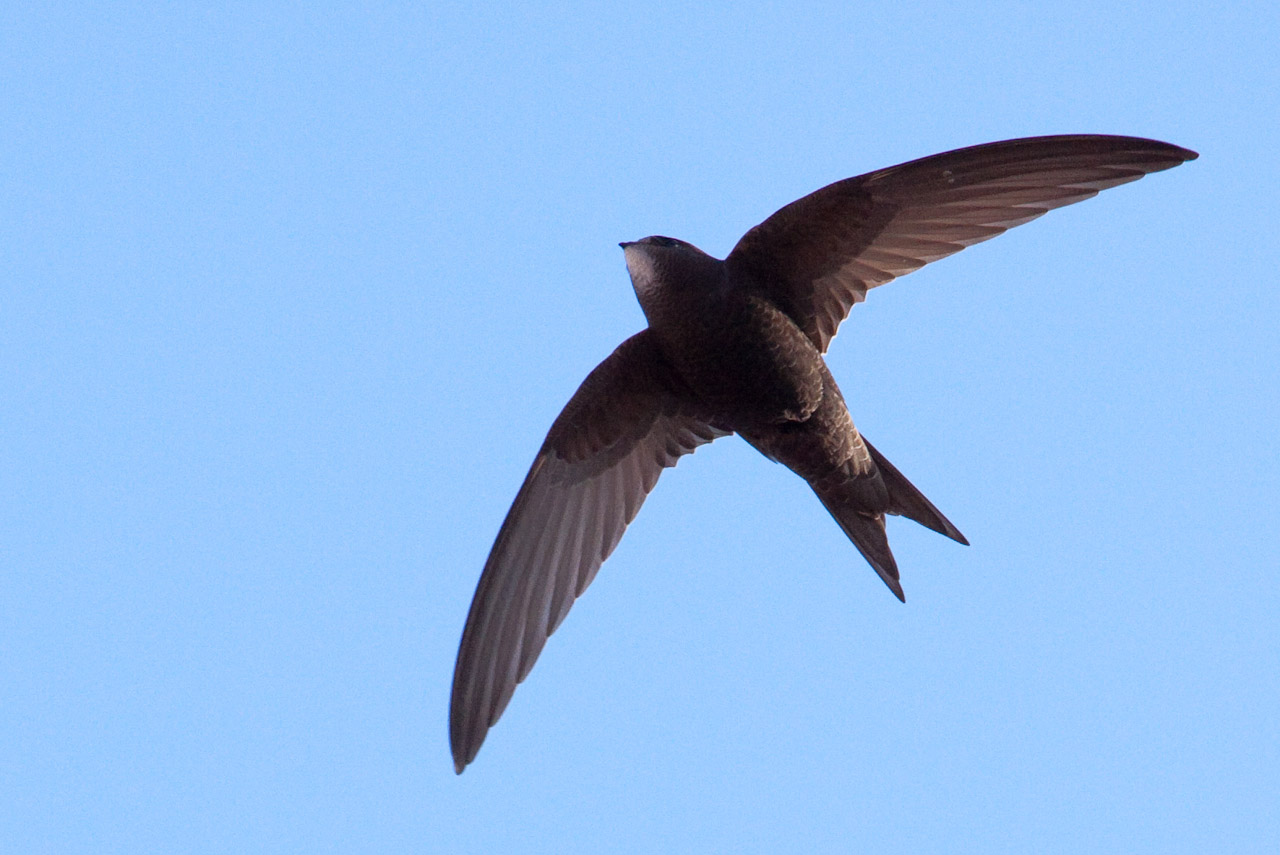
Um andorinhão a voar

Os andorinhões são aves de pequeno porte, com comprimento situado entre 9 a 25 cm, dependendo da espécie. A sua plumagem é geralmente preta ou castanha, sem dimorfismo sexual evidente, mas algumas espécies apresentam barriga mais clara e manchas coloridas na zona da garganta. As asas afiadas em forma de bumerangue são extremamente longas, em comparação ao resto do corpo. As penas primárias, longas e estreitas, junto com as penas secundárias muito curtas, permitem aos andorinhões um voo rápido e a possibilidade de planar. O bico é muito curto e um pouco recurvado. Os pés e dedos são extremamente curtos e quase invisíveis quando o andorinhão voa. Esta característica é a origem do nome do grupo e da ordem Apodiformes (do grego a, sem + poda, pés). As glândulas salivares dos andorinhões são relativamente grandes para animais desta dimensão e aumentam de tamanho na época de reprodução. 
A fisiologia dos andorinhões é especialmente adaptada para o modo de vida aéreo do grupo, por vezes a grande altitude. O tipo de hemoglobina que possuem é diferente das restantes aves e permite o transporte de grandes quantidades de oxigénio a baixa pressão. Graças a estas adaptações excepcionais para o voo e ao formato das asas, os andorinhões passam grande parte do seu tempo no ar e algumas espécies (como o andorinhão-preto) são inclusivamente capazes de dormir enquanto planam.

## Alimentação e relações ecológicas
Os andorinhões são aves insetívoras que caçam insetos em voo, principalmente no início e fim do dia. As suas presas favoritas são insetos coloniais que voam em enxames, em particular abelhas, vespas, efémeras e cupims. Uma vez que têm grandes dificuldades em terra, devido aos pés curtos, os andorinhões não caçam no solo.
Por sua vez, os andorinhões são presas de várias espécies de falcões, milhafre e corujas e os seus ninhos podem ser atacados por cobras, ou outras aves como corvos e estorninhos. No Bornéu existe uma espécie de grilo cavernícola (Rhapidophora oophaga) que se alimenta exclusivamente de ovos e crias de andorinhão. 
Os andorinhões são muito susceptíveis a parasitas e o grupo é o hospedeiro exclusivo de muitas espécies de piolhos e carraças. 

## Reprodução

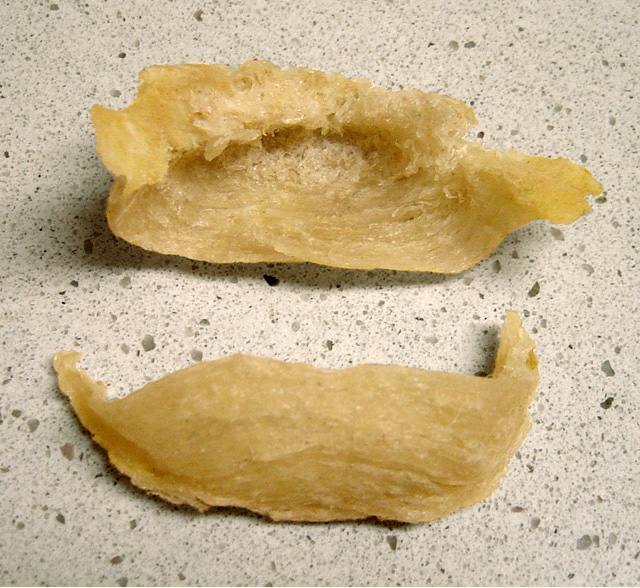
Ninho de andorinhão, considerado uma especialidade gastronómica

Os andorinhões são aves monogâmicas que formam casais durante a época de reprodução; em algumas espécies, sobretudo tropicais, os casais permanecem juntos toda a vida. O casal partilha todas as tarefas e cuidados parentais, incluindo a defesa do local eleito para construir o ninho. A época de reprodução varia conforme a distribuição geográfica de cada espécie, mas coincide sempre com o pico de abundância de insetos, desde a época das chuvas nas regiões tropicais ao Verão dos climas temperados. Os andorinhões nidificam em colónias, em geral em zonas de penhascos ou cavernas. O ninho é construído numa face vertical, que pode ser tanto rochosa ou estruturas humanas como chaminés ou paredes de edifícios, a partir de materiais variáveis que incluem líquens e musgos, gravetos e penas, reforçados com saliva. Os ninhos do género Aerodramus são constituídos apenas por saliva e são o ingrediente principal da sopa de ninho de andorinha.
Cada ninhada contém entre 1 a 7 ovos, variando conforme as condições ambientais e a abundância de alimentos. Os ovos uniformes, brancos e com forma ovalada, são incubados ao longo de 14 a 32 dias. Os juvenis nascem sem penas, cegos e totalmente dependentes dos cuidados parentais. Os progenitores alimentam as crias com bolas formadas por centenas de insetos colados entre si com saliva. Ao fim de 5 a 8 semanas tornam-se independentes, atingindo a maturidade sexual por volta do segundo ano. 
O andorinhão-australiano (Aerodramus terraereginae) desenvolveu uma técnica peculiar de reprodução que lhe permite maximizar o sucesso no período extremamente curto de abundância de alimentos. A fêmea põe duas ninhadas de um ovo apenas cada. O segundo juvenil é chocado pelo irmão mais velho e nasce quando este se torna independente. Desta forma, os progenitores podem concentrar-se na alimentação da primeira cria, que consequentemente cresce mais depressa.

## Importância econômica e conservação
Os andorinhões dos géneros Hydrochous, Collocalia, Aerodramus e Schoutedenapus (que constroem os ninhos exclusivamente com saliva) têm uma enorme importância econômica para algumas populações do sudeste asiático como fonte do ingrediente principal da sopa de ninhos de andorinha. Em 1989 foram comercializados cerca de 20 milhões de ninhos de andorinhão a um preço médio de 1,25 dólares americanos por quilograma. Na medicina tradicional asiática, a sopa de ninho de andorinha é prescrita como fortalecimento do sistema imunitário. 
O IUCN não lista nenhuma espécie de andorinhão em perigo crítico de extinção, mas uma (Collocalia bartschi) é considerada em perigo, e 5 são classificadas como vulneráveis. As principais ameaças ao grupo incluem a destruição de habitat, colheita de ninhos, uso indiscriminado de pesticidas e predação/competição com espécies invasoras.

## Taxonomia
- Família Apodidae
  -     - Gênero Tachornis

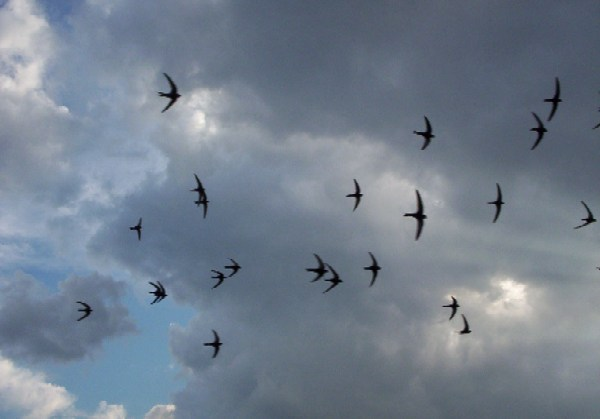
Bando de Apus apus.

      - Espécie Tachornis squamata Cassin, 1853

  - Subfamília Cypseloidinae
    - Gênero Cypseloides Streubel, 1848
    - Gênero Streptoprocne Oberholser, 1906

  - Subfamília Apodinae
    - Gênero Hydrochous Brooke, 1970
    - Gênero Collocalia G. R. Gray, 1840
    - Gênero Aerodramus Oberholser, 1906
    - Gênero Schoutedenapus De Roo, 1968
    - Gênero Mearnsia Ridgway, 1911
    - Gênero Zoonavena Mathews, 1918
    - Gênero Telacanthura Mathews, 1918
    - Gênero Rhaphidura Oates, 1883
    - Gênero Neafrapus Mathews, 1918
    - Gênero Hirundapus Hodgson, 1837
    - Gênero Chaetura Stephens, 1826
    - Gênero Aeronautes Hartert, 1892
    - Gênero Tachornis Gosse, 1847
    - Gênero Panyptila Cabanis, 1847
    - Gênero Cypsiurus Lesson, 1843
    - Gênero Tachymarptis Roberts, 1922
    - Gênero Apus Scopoli, 1777